# Grube Velsen
Die Grube Velsen ist ein ehemaliges Steinkohlebergwerk im Saarbrücker Stadtteil Klarenthal.

## Geschichte
Im Zuge der Erweiterungen der Grube Geislautern wurde 1899 der Rosselschacht nördlich von Großrosseln abgeteuft und eine neue Grube gegründet. 1902 wurde der Ostschacht (später Ludwigsschacht) angehauen. 1907 wurde die Grube nach dem Oberberghauptmann Gustav von Velsen (1847–1923) benannt und erhielt im selben Jahr Anschluss an die Eisenbahnlinie Fürstenhausen–Großrosseln. Zwischen 1913 und 1917 wurden die Tagesanlagen ausgebaut und um den Schacht Gustav II erweitert, der 1915 ein deutsches Strebengerüst erhielt. Die Fördermenge wurde in dieser Zeit zur Deckung des Bedarfs im Ersten Weltkrieg stark erhöht. Im zugehörigen Fördermaschinenhaus befindet sich im rechten Teil noch die ursprüngliche Zwillingsdampfmaschine der Dingler-Werke aus dem Jahre 1916/17, die bis heute in Funktion ist und neben den Exemplaren in Ensdorf und Reden zu den ältesten Dampfmaschinen im Saarbergbau gehört. Nach dem Krieg setzte die französische Verwaltung (Régie des Mines de la Sarre) den Ausbau fort und teufte 1951 den Westschacht (ab 1962 Schacht Ludweiler) ab.
Während des Völkerbund-Mandats über das Saargebiet (1920–1935) bestand auf dem Grubengelände eine Domanialschule.
1965 wurde die Grube Teil des Verbundbergwerks Warndt. 2005 wurde der Abbau eingestellt. Schacht Gustav II diente noch bis 2005 als Wetter-/und Seilfahrtschacht des Bergwerks Warndt und wurde dann teilverfüllt.
Im Jahr 2013 wurde die Grube Velsen in einem von der Landesregierung in Auftrag gegebenem Gutachten als einer von vier prioritären Standorten zur Darstellung der Geschichte des saarländischen Steinkohlenbergbaus festgelegt.

## Architektur
Die Gebäude liegen auf einer künstlichen Terrasse oberhalb des ehemaligen Grubenbahnhofs. Der erhaltene Teil der Tagesanlagen mit dem Fördergerüst von Schacht Gustav II gilt als „hochkarätiges Ensemble“ des saarländischen Bergbaus und steht unter Denkmalschutz. Das Gebäudeensemble der Grube ist das einzige fast vollständig erhaltene aus der Ära des preußischen Bergfiskus.
Neben dem Fördergerüst sind auch die Fördermaschinenhäuser, die Waschkauen, das Zechenhaus und die Verwaltungsgebäude erhalten. Darüber hinaus besitzt Velsen die einzige noch in Betrieb befindliche Kaffeeküch' des Saarlandes, deren räumlich unverändertes Interieur aus dem Jahr 1915 stammt.
Im Mittelpunkt steht das wuchtige Zechenhaus mit dem zweigeschossigen Verwaltungstrakt. Der Bau besitzt ein aufwendig gestaltetes Mittelportal mit einem Risalit mit Pyramidendach. Auf das Erdgeschoss aus offenen Sandsteinen mit korbbogigen Fensteröffnungen folgt ein verputztes Obergeschoss. Seitlich schließen sich nach kurzen, eingeschossigen Zwischenbauten links die Waschkaue und rechts der Verlesesaal mit großen Segmentbogenfenstern an den Schmalseiten an. Das Torhaus mit Markenkontrolle ist ein eingeschossiger Putzbau mit hohem Walmdach und Zwerchhäusern.

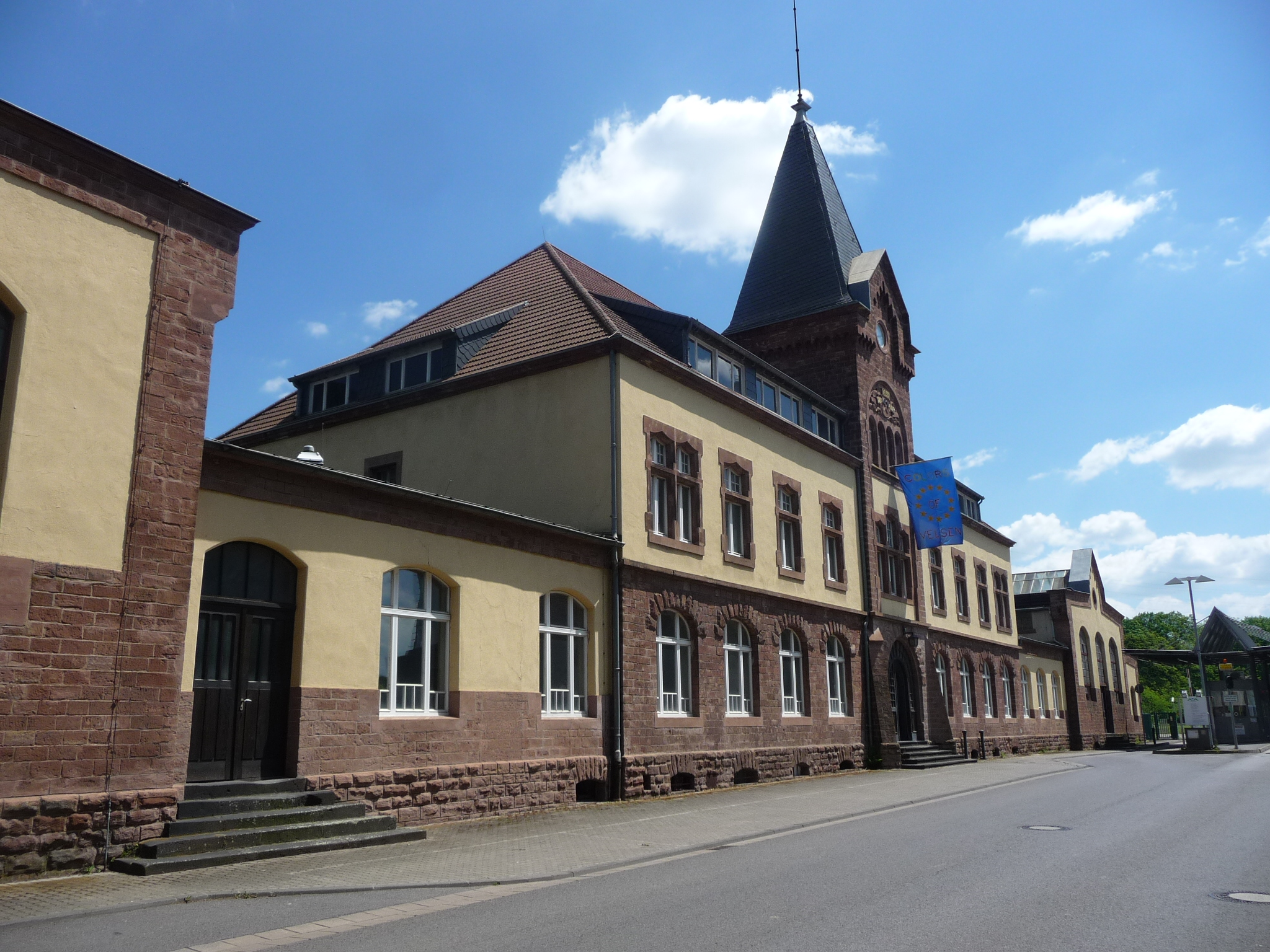
Verwaltungsgebäude der Grube Velsen
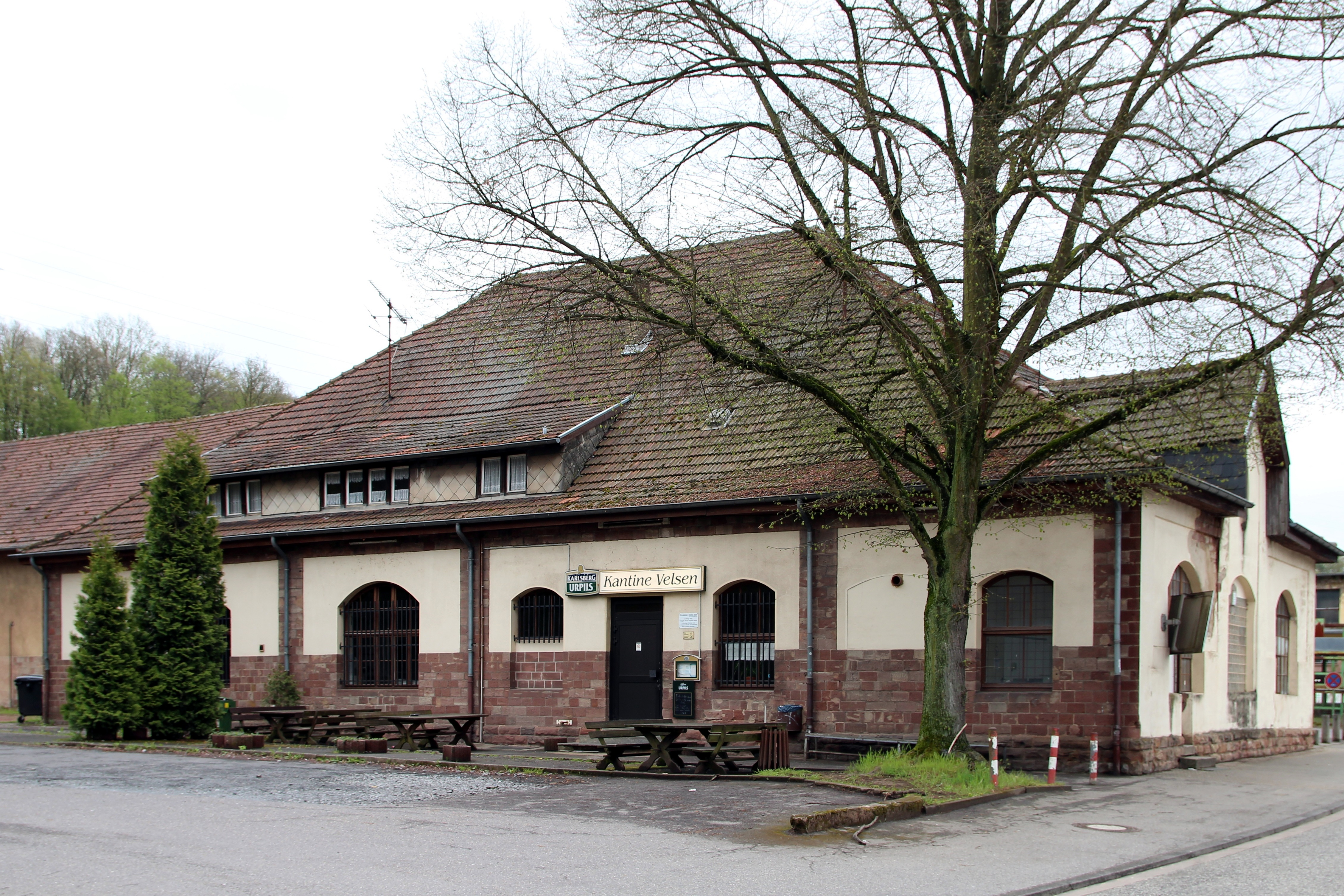
Kaffeeküche
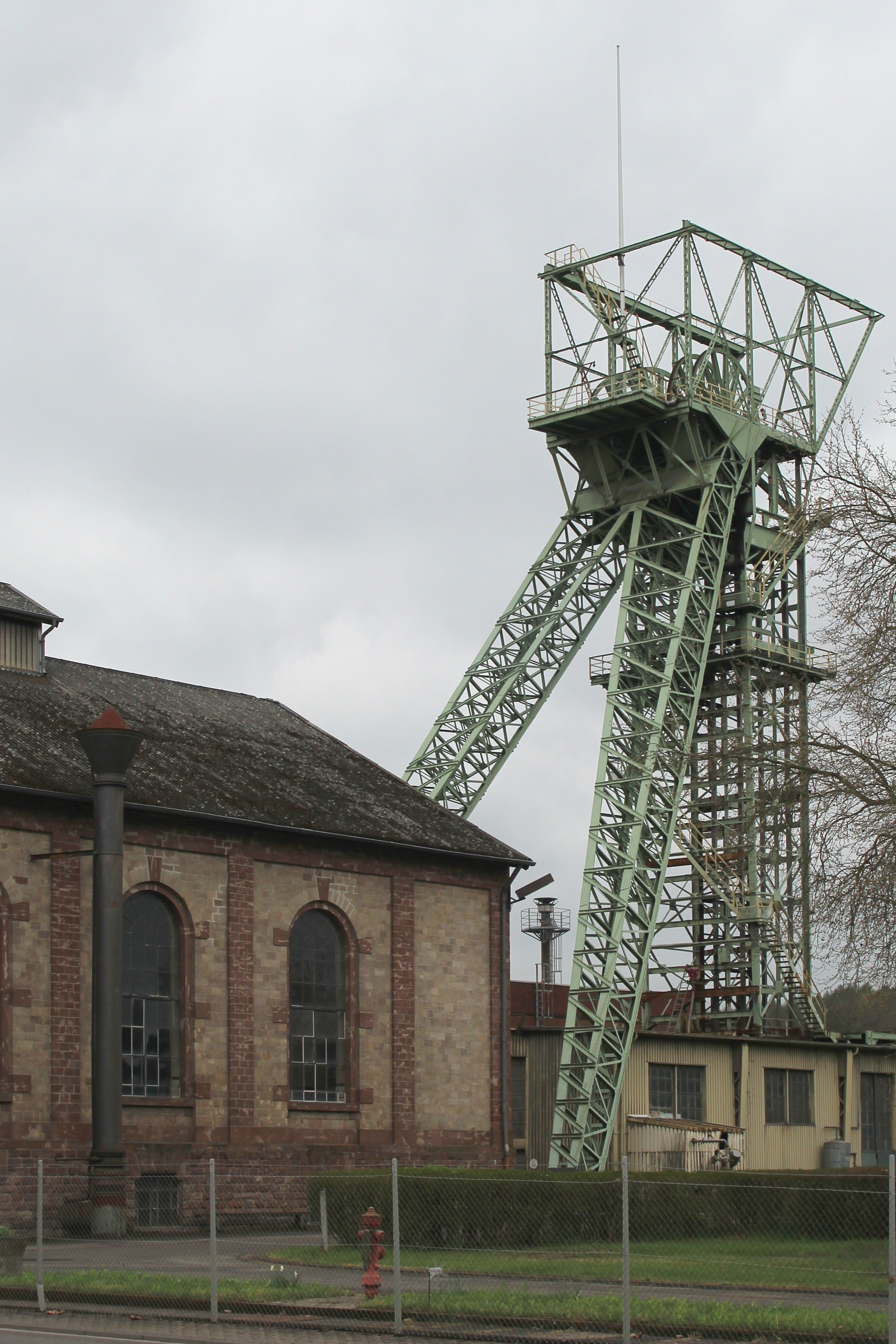
Fördergerüst

## Erlebnisbergwerk Velsen

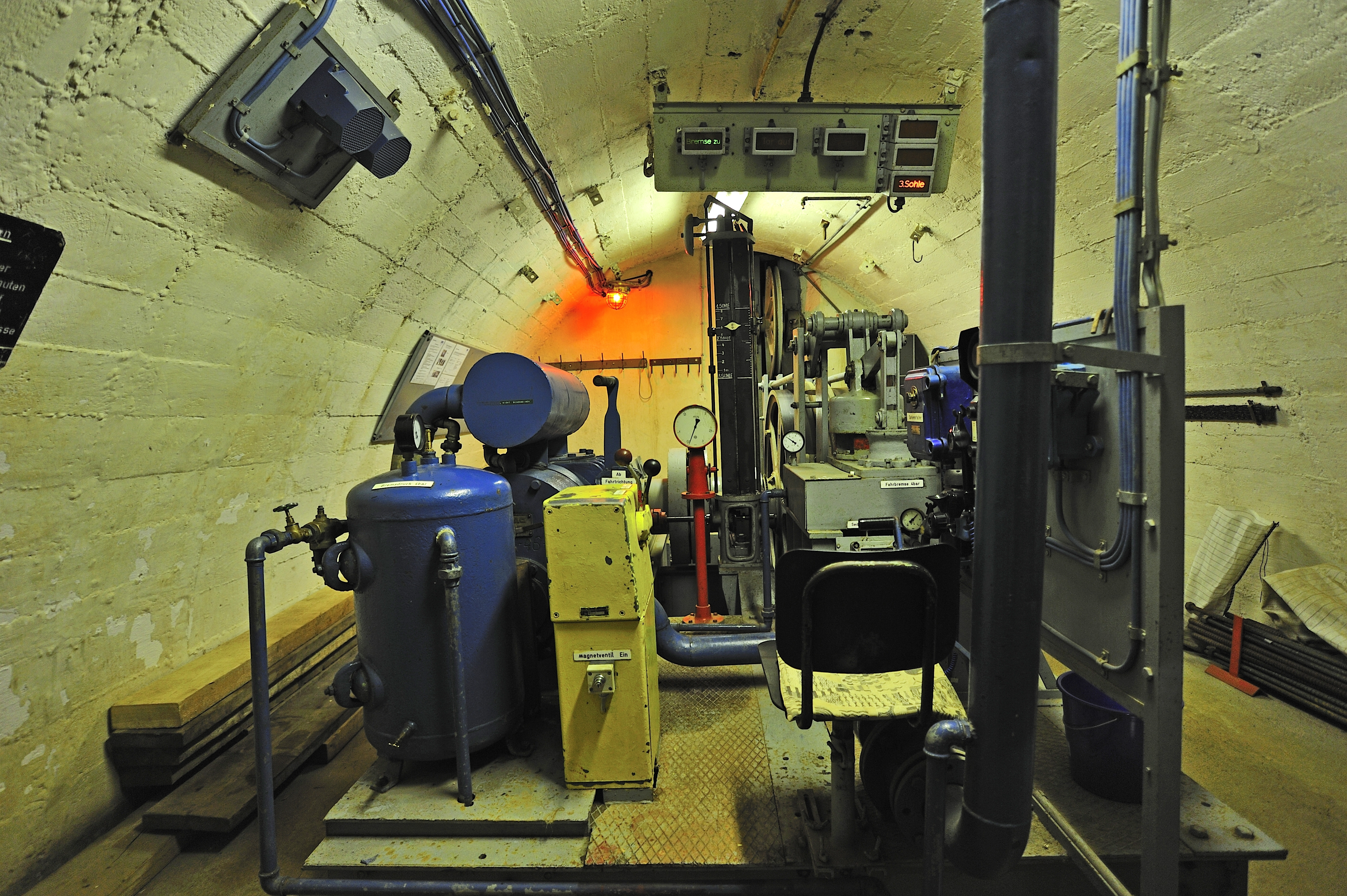
Haspelkammer

Das heute noch unter Bergaufsicht stehende Bergwerk ist in dem steil aufsteigenden Buntsandsteinhang hinter der Grube aufgefahren worden. Ein kleiner Teil des heutigen Erlebnisbergwerks Velsen diente bereits im Zweiten Weltkrieg als Luftschutzstollen für die Belegschaft. Nach dem Zweiten Weltkrieg wurde der Stollen erheblich ausgebaut und bis 2011 als Lehrstollen für angehende Bergleute genutzt. Das Erlebnisbergwerk befindet sich unter Tage, ist aber durch einen übertägigen Stollen zu befahren. Das Erlebnisbergwerk beinhaltet mehr als 700 m Strecke auf drei verschiedenen Sohlen mit funktionstüchtigen Maschinen, darunter den einzigen Blindschacht mit druckluftbetriebener Fördermaschine mit Treibscheibenförderung (Koepescheibe) in Deutschland. Schilde in mehreren Streben, Schrämwalzen, Förderbänder, Transportbahnen, Lademaschinen, Bohrgerät, ein Blindschacht mit Seilfahrtseinrichtung für bis zu 8 Personen und eine Pumpstation können besichtigt und in Betrieb genommen werden.